# Decorazione d'onore generale (Assia)
La Decorazione d'onore generale (Allgemeines Ehrenzeichen) fu una decorazione istituita dal Granduca Luigi III d'Assia il 25 settembre 1843, poi passata nell'ambito dell'Impero di Germania.

## Storia
La medaglia venne concepita come una ricompensa particolare concessa al duca ai meritevoli per differenti scopi: coraggio, meriti di guerra, servizio, servizio fedele allo stato, lungo servizio allo stato, cinquant'anni di carriera, salvataggio di una vita umana, fedeltà nel lavoro. Nel 1894, volendo rendere maggiormente elitaria l'assegnazione della decorazione, il granduca Ernesto Luigi d'Assia ne cambiò gli statuti ed il nome tramutandola in Medaglia al coraggio d'Assia che venne assegnata nell'unica classe militare per meriti conseguiti in questo campo.

## Descrizione
- La medaglia è composta di un disco d'argento raffigurante sul diritto il volto del granduca regnante rivolto verso sinistra attorniato dalla legenda col nome ed i titoli del sovrano. Sul retro la medaglia è piana e riporta la dicitura "FÜR TAPFERKEIT" (al coraggio) all'interno di una corona d'alloro.
- Il nastro era blu chiaro con una striscia rossa per parte.